# Batagur borneoensis
La terrapin dipinta (Batagur borneoensis Schlegel & Müller, 1844) è una rarissima specie di tartaruga della famiglia dei Geoemididi.

## Descrizione

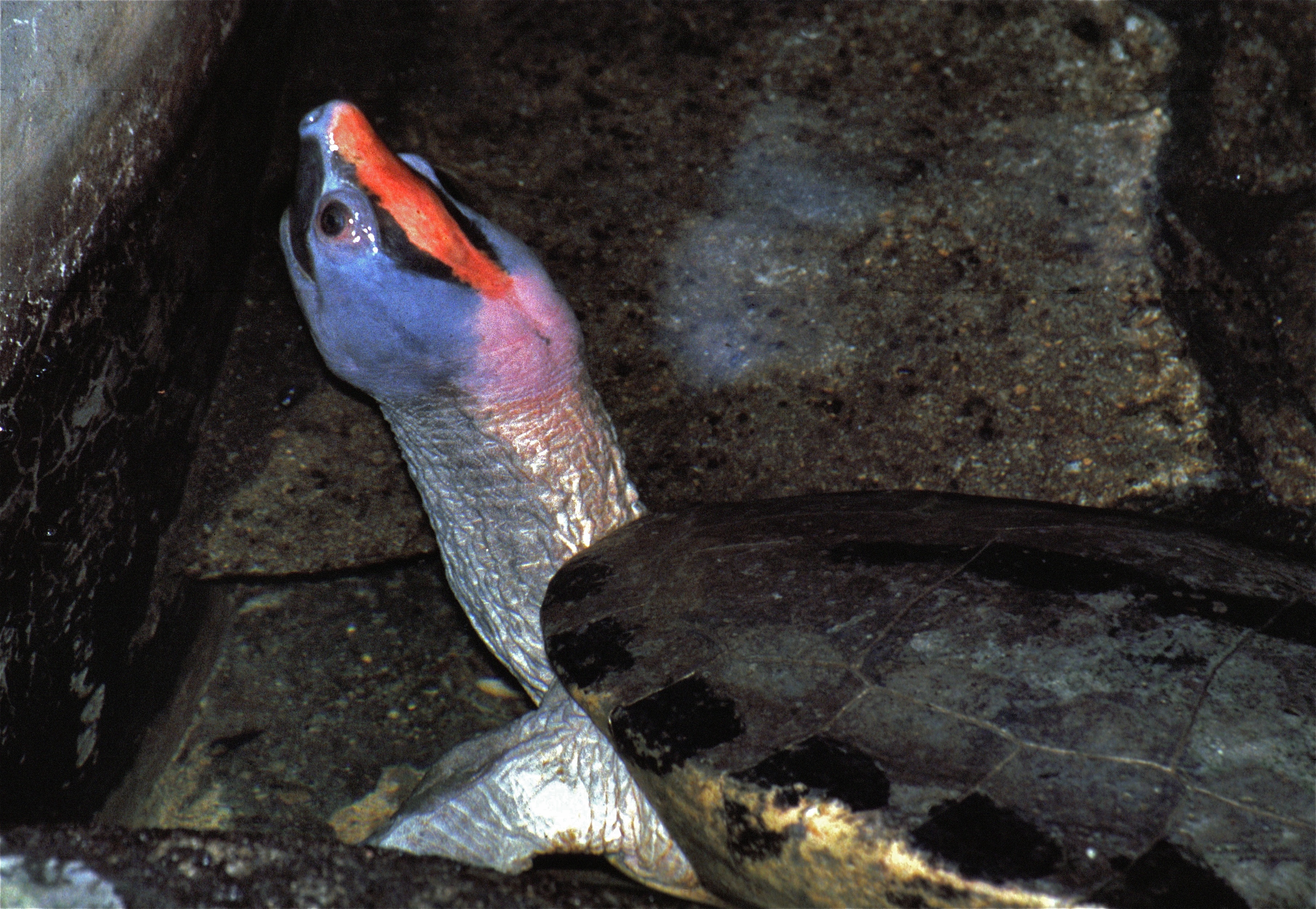
Primo piano della testa

Tartaruga di medio-grandi dimensioni, con il carapace delle femmine che può superare i 550 mm di lunghezza; maschi normalmente fino a 300-400 mm. Carapace relativamente appiattito, con margini lisci negli adulti, seghettati negli immaturi. Verde o bruno-grigio nei maschi (ma si schiarisce nettamente durante la stagione riproduttiva), bordato con macchie nere e attraversato longitudinalmente da tre ampie strisce ugualmente nere (continue o tratteggiate); il capo è grigio o nerastro (ma diventa lattescente durante la stagione riproduttiva) con una vistosa banda rosso-arancio che decorre tra gli occhi e prosegue fino alle narici. Il carapace delle femmine è maggiormente convesso, di colore bruno-grigio, talvolta con tre strisce nere scarsamente evidenti. Piastrone uniformemente giallo, crema o grigio. Arti anteriori con 5 unghie e tutte le dita sono palmate.

## Distribuzione e habitat
La specie è distribuita nel Sud-est asiatico, dalla Thailandia meridionale alla Malesia peninsulare, fino al Borneo e a Sumatra. Popola le acque salmastre delle foci di grandi fiumi e le paludi di mangrovia.

## Biologia
Le femmine scavano fino a tre nidi per stagione, deponendo 10-25 uova ogni volta. La dieta è prevalentemente erbivora (foglie, frutti, piante acquatiche).

## Conservazione
Fortemente minacciata dalla caccia, dal prelievo delle uova e dal commercio terraristico. L'alterazione e il degrado dell'habitat (in particolare l'ecosistema delle mangrovie) pongono seriamente a rischio la sopravvivenza di questa rara specie.